# Harri Rovanperä
Harri Rovanperä (8 de abril de 1966, Jyväskylä, Finlandia) es un piloto de rallyes finlandés. Su principal copiloto fue Risto Pietilainen, aunque también corrió con Juha Repo y Voitoo Silander. Es el padre del actual piloto del Campeonato Mundial de Rally Kalle Rovanperä.

## Trayectoria deportiva
Rovanperä participó en su primer rally en un Sunbeam Avenger 1600 en el Jyväskylä Winter Rally de 1989, su copiloto era Jouni Närhi. Siguió compitiendo en rallyes regionales ganando por primera en el Vilppula Rally en 1993.
Compitió por primera vez en el Campeonato Mundial de Rallyes en el Rally de Finlandia de 1993 con un Opel Manta. 
En 1996, la marca española Seat lo hace piloto oficial y lo pone a los mandos de un Seat Ibiza Kit Car con el que competiría, hasta que en el Rally de Finlandia del 1998 se pasa al Seat Córdoba WRC.
Ya en el año 2001 lo ficha Peugeot, equipo con el que correría hasta el 2004, primero con un Peugeot 206 WRC y luego con el Peugeot 307 WRC. Con Peugeot consigue su primera y única victoria, en el Rally de Suecia de 2001, obteniendo también su mejor resultado en el Mundial: un quinto puesto. 
En diciembre de 2001 es invitado a participar en la 14.º edición de la Carrera de Campeones en Gran Canaria y obtienen el título de Campeón de Campeones venciendo en la final al alemán Armin Schwarz. En la Copa de Naciones su equipo el All-Stars (Tom Kristensen y Troy Bayliss) es derrotado en la final por el de España (Fernando Alonso, Jesús Puras y Rubén Xaus).

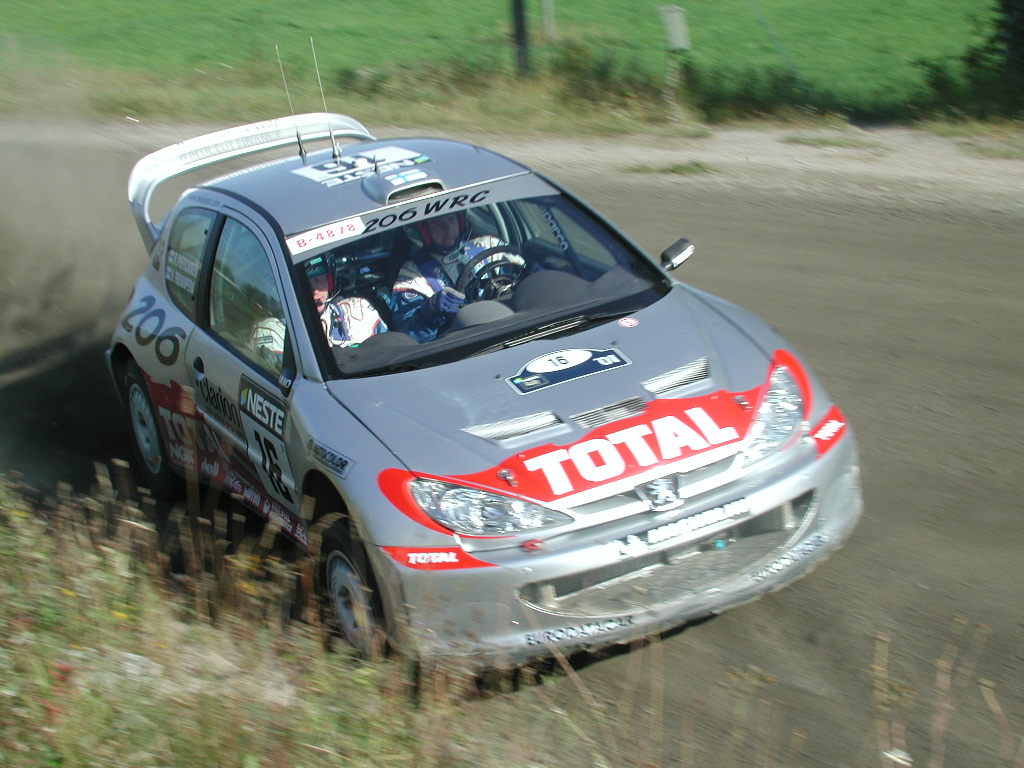
Rovanperä con un Peugeot 206 WRC en el Rally de Finlandia de 2001.

En 2005 corre con el Mitsubishi Lancer WRC y 2006 con un Škoda Fabia WRC. Durante su ciclo en el mundial participaría en 111 pruebas ganando solamente una y subiéndose al podio en 15 ocasiones.
En el 2010 Rovanperä y su navegante Jouni Närhi obtienen el primer lugar absoluto de la Carrera Panamericana a bordo de un Studebaker 1953.

## Victorias
| # | Año  | Rally                            | Copiloto          | Automóvil       |
| - | ---- | -------------------------------- | ----------------- | --------------- |
| 1 | 2001 | 50th International Swedish Rally | Risto Pietiläinen | Peugeot 206 WRC |